# جورج هیلتون
جورج هیلتون (انگلیسی: George Hilton؛ زادهٔ ۱۶ ژوئیهٔ ۱۹۳۴ - درگذشته ۲۸ جولای ۲۰۱۹) بازیگر اهل اروگوئه بود.
از فیلم‌ها یا سریال‌های تلویزیونی که وی در آن نقش داشته است، می‌توان به قاتل باید دوباره بکشد، دانشکده، دانشکده، با ببرها بازی نکنید، ضعف اخلاقی عجیب خانم وارْدْ، دُم عقرب، تمامی رنگ‌های تاریکی، دلیل آن قطره‌های عجیب خون روی بدن جنیفر چیست؟، وای خدای بزرگ، پاستوره اومد!، راننده تاکسی و دو چهره ترس اشاره کرد.